# Gare de Lieusaint - Moissy
La gare de Lieusaint - Moissy est une gare ferroviaire française de la ligne de Paris-Lyon à Marseille-Saint-Charles, située à la limite des territoires des communes de Lieusaint et Moissy-Cramayel, dans le département de Seine-et-Marne en région Île-de-France.
C'est une gare de la Société nationale des chemins de fer français (SNCF) desservie par les trains de la ligne D du RER.

## Situation ferroviaire
Établie à 85 m d'altitude, la gare de Lieusaint - Moissy se situe au point kilométrique (PK) 30,497 de la ligne de Paris-Lyon à Marseille-Saint-Charles entre les gares de Combs-la-Ville - Quincy et Savigny-le-Temple - Nandy. Elle est desservie par les trains de la ligne D du RER.
C'est à partir de cette gare que débute la ligne nouvelle à grande vitesse vers Lyon ouverte en 1983.

## Histoire

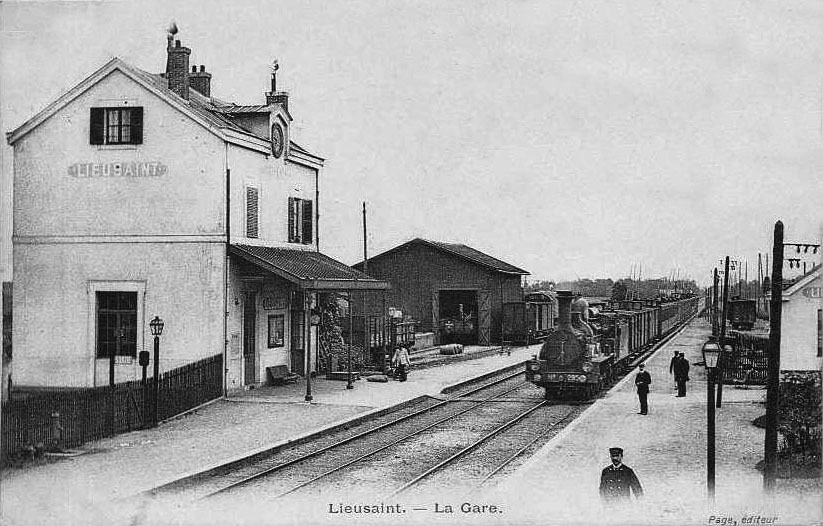
La gare de Lieusaint au début du XXe siècle.

Le bâtiment voyageurs d'origine, construit sur le territoire de Lieusaint, aujourd'hui démoli, est l'œuvre de l'architecte François-Alexis Cendrier, qui a aussi construit de nombreuses autres gares de la compagnie du Compagnie des chemins de fer de Paris à Lyon et à la Méditerranée.
Le bâtiment principal de la gare actuelle est construit sur la commune de Lieusaint. La gare a été reconstruite entre 2002 et 2005 afin de répondre à l'augmentation exponentielle de la population des deux communes desservies.
En 1866, le prix d'un aller Paris-Lieusaint coûtait 3,45 F en 1re classe, 2,60 F en 2e classe et 1,90 F en 3e classe.
En 2022, selon les estimations de la SNCF, la fréquentation annuelle de la gare est de 4 842 725 voyageurs.

## Services voyageurs

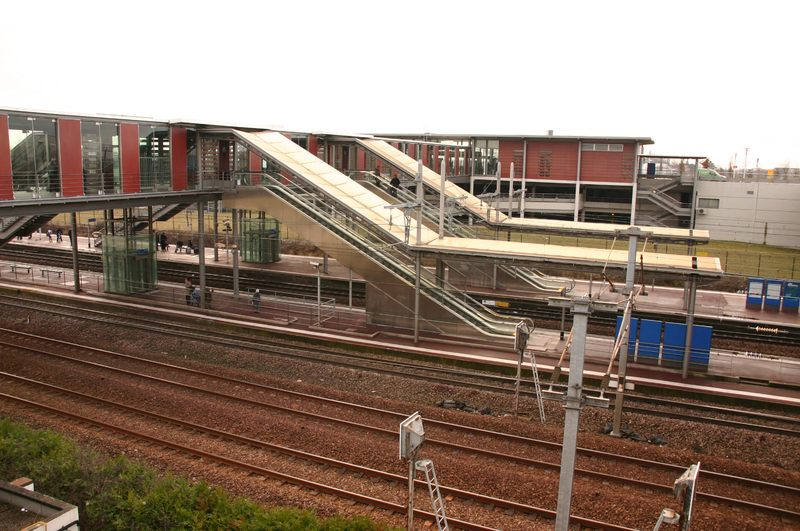
Quais de la gare.

### Accueil et équipement
La gare comporte un bâtiment voyageur principal situé côté Lieusaint. Un deuxième bâtiment, côté Moissy-Cramayel, permet l’accès aux trains depuis cette commune. Un service commercial est assuré tous les jours de 6 h 10 à 1 h 17. La gare dispose de parkings gratuits et payants d'une capacité totale de 500 places.
Une passerelle couverte, au-dessus des voies, relie les deux bâtiments et donne accès aux quais qui sont desservis par des escaliers mécaniques, des ascenseurs et des escaliers classiques.

### Desserte
La gare est desservie par les trains de la ligne D du RER, selon une fréquence de huit trains par heure en période de pointe et de deux à quatre trains par heure en période creuse.
Depuis décembre 2019, le temps de parcours moyen depuis ou vers Paris est d'environ 39 minutes sauf aux heures de pointe du matin où la gare est desservie par trois trains directs vers Paris-Gare-de-Lyon avec un temps de trajet de 20 minutes.

## Intermodalité
La gare est desservie par les lignes 3703, 3704, 3714, 3722, 3723, 3724, 3725, 3726, 3727, 3751, 3752, 3755, 3771, 3772, 7715 et Tzen 1 du réseau de bus de Sénart, par la ligne 18 du réseau de bus Meaux et Ourcq, par la ligne 3204 du réseau de bus Provinois - Brie et Seine, par la ligne 7716 du réseau de bus du Pays Briard et, la nuit, par la ligne N132 du réseau Noctilien.